# Lídice
Lídice è un comune (corregimiento) della Repubblica di Panama situato nel distretto di Capira, provincia di Panama. Si estende su una superficie di 42,6 km² e conta una popolazione di 5.307 abitanti (censimento 2010).